# Brenthis erilda
Brenthis erilda är en fjärilsart som beskrevs av De Sagarra 1925. Brenthis erilda ingår i släktet Brenthis och familjen praktfjärilar. Inga underarter finns listade i Catalogue of Life.